# Филимон, Аполлоний, Ариан и Феотих
«Филимон, Аполлоний, Ариан и Феотих» — группа христианских святых, которая жила и проповедовала во время позднеримской империи и раннего периода христианских преследований. Эти четыре святых имеют значительное место в христианской истории, благодаря своей неусыпной проповеди Евангелия и бесстрашию перед лицом преследований.
Филимон, Аполлоний, Ариан и Феотих происходили из разных социальных сред и регионов. Филимон родился в Афинах и был известен своими философскими знаниями и поэтическим талантом. Аполлоний был сирийским врачом, известным своими целительскими способностями. Ариан был греческим математиком и философом, а Феотих — известным бережливым мещанином.
В ходе своих путешествий и проповеди персонально встречаясь с людьми и посещая различные места, они влияли на массы своими проповедями, привлекали людей к вере и оказывали помощь нуждающимся. Некоторые из их наиболее известных свершений включаютсюда исцеление больных, изгнание бесов и даже воскрешение мертвых.
Однако, делая это, они привлекли внимание римских властей и стали объектами преследования. Римские власти видели в их проповеди угрозу для своей власти и стабильности государства, и поэтому решили избавиться от них.
Было много попыток арестовать и уничтожить святых Филимона, Аполлония, Ариана и Феотиха. Они постоянно меняли свое местоположение и скрывались от преследователей. Тем не менее, им удалось продолжать свою проповедь и неистово набирать сторонников. Их преследование, скрываясь и терпя несправедливость, лишь укрепляло веру людей, присоединяющихся к ним.
Наконец, Филимон, Аполлоний, Ариан и Феотих попали в плен. Они были приговорены к смерти и казнены в разных частях империи. Их мученическая смерть принесла им духовное наполнение, а их пример вдохновил многих последователей на верность истине веры.
После смерти этих четырех святых их реликвии были выложены и освящены в особых местах поклонения, где стали местами паломничества для христиан. Многие молились им и считали их святыми заступниками и хранителями.
Филимон, Аполлоний, Ариан и Феотих оказали огромное влияние на развитие христианства и окончательную принятие его в качестве религии Римской империи. Их жизнь и смерть продолжают являться важными иконами веры и примерами преданности Богу для многих верующих по всему миру.
Они были и остаются символом силы веры перед лицом преследования и вдохновляют людей до сих пор своим мужеством и отвагой в служении Богу и людям.